# Venezolaanse bolivar
De bolivar (Spaans: bolívar)  is de munteenheid van Venezuela. De munteenheid is vernoemd naar Simón Bolívar, de stichter van Venezuela in 1825. Een bolivar is onderverdeeld in 100 centimos (céntimos). De munten worden geslagen door de Casa de la Moneda de Venezuela.

## Sterke bolivar
Venezuela kampt met een hoge inflatie waardoor het geld snel minder waard wordt. In 1983 was de Amerikaanse dollar nog 4,30 bolivar waard, maar in 2007 werd hiervoor op de zwarte markt 5700 bolivar betaald. De regering heeft in 2007 de media bij wet verboden melding te maken van de officieuze wisselkoers op de zogenaamde mercado paralelo.
Op 1 januari 2008 werd de bolivar (ISO-code VEB) gerevalueerd en omgedoopt tot de bolívar fuerte (ISO-code VEF) oftewel de "sterke bolivar". Deze stond gelijk aan duizend oude bolivar.

### Devaluaties
Medio 2010 werd de bolívar fuerte zeer sterk gedevalueerd: de waarde halveerde ten opzichte van andere valuta. Op 8 februari 2013 werd de vijfde devaluatie van de bolivar aangekondigd over een periode van 10 jaar. De officiële wisselkoers daalde van BsF 4,3 per Amerikaanse dollar naar BsF 6,3.
Er zijn verschillende officiële wisselkoersen geïntroduceerd, afhankelijk van het doel waarvoor de buitenlandse valuta wordt aangeschaft. In januari 2014 werd de wisselkoers voor het aankopen van vliegtickets en voor geld dat door buitenlanders woonachtig in Venezuela naar het buitenland sturen gewijzigd. Voor deze doelen moet BsF 11,36 per dollar worden betaald, dit was BsF 6,3. Met deze devaluatie wil de regering de uitstroom van buitenlandse deviezen inperken. De internationale valutareserves van het land bedroegen op dat moment US$ 20,5 miljard (tegen US$ 28 miljard begin 2013), lager dan ze in de voorgaande tien jaar ooit geweest waren. Op de mercado paralelo staat de dollarkoers op BsF 79.
Ondanks deze maatregel zijn de problemen gebleven. In maart 2014 werd daarom een derde wisselkoers geïntroduceerd. Naast een wisselkoers voor essentiële goederen als medicijnen en voedsel, van BsF 6,3 per dollar, was er al een tweede wisselkoers van BsF 10,8 voor specifieke sectoren (SICAD I). Hier kwam nu een derde wisselkoers bij die wordt bepaald door vraag en aanbod (SICAD II). Op de eerste SICAD II-veiling kwam een koers van BsF 52 per dollar tot stand, een forse devaluatie. Volgens de regering wordt ongeveer 80% van de behoefte aan dollars gedekt tegen de koers van BsF 6,3 en is het aandeel van de SICAD II slechts zo’n 8% van het totaal.

### Zwarte markt
Nog geen jaar later volgde er weer een wijziging om de financiële situatie van het land te verbeteren. Op een veiling in februari 2015 kwam een "vrije" wisselkoers van BsF 170 voor een dollar tot stand. Op de zwarte markt was een dollar BsF 190 waard. De sterke koersdaling is ingegeven door een fors begrotingstekort van 19% van het bruto nationaal product mede als gevolg van de halvering van de olieprijs in 2014. De regering trachtte het probleem op te lossen door geld bij te drukken, waardoor de prijzen in november 2014 zo'n 64% hoger lagen dan een jaar eerder.
Op de zwarte markt bleef de bolivar onder druk staan en op 4 december 2015 was de zwarte koers BsF 920 per dollar. Een jaar later was de koers al gezakt naar BsF 2500 per dollar en in mei 2017 was de koers verder weggezakt naar BsF 5900 per dollar. Daarna trad een forse versnelling op, op 8 januari 2018 was de koers geïmplodeerd naar BsF 136.000 per dollar en op 29 juli 2018 was dit al verder gedaald tot BsF 3,5 miljoen.

### Bolívar soberano
Eind juli 2018 besloot de regering vijf nullen van de nationale munt te schrappen in een poging de alsmaar oplopende inflatie te beteugelen. De nieuwe bankbiljetten van de bolívar soberano (BsS) zijn op 20 augustus 2018 in circulatie gekomen. Het Internationaal Monetair Fonds (IMF) verwachtte voor het land in 2018 een hyperinflatie van 1 miljoen procent. De wisselkoers op de zwarte markt was op 29 januari 2020 zo'n BsS 76.000 voor een dollar (ongeveer BsF 7,6 miljoen) en op 7 augustus 2021 was dit BsS 4,1 miljoen voor een dollar.
Vanwege de aanhoudend hoge inflatie besloot de centrale bank in oktober 2021 het geld weer te hervormen. Er werden zes nullen van de bankbiljetten geschrapt – de derde keer in 13 jaar tijd dat er nullen verdwenen. In oktober kwamen er weer nieuwe bankbiljetten van 1, 10, 20, 50 en 100 bolivar in omloop. De bank streeft naar de introductie van een digitale munt om de introductie van nieuwe bankbiljetten tegen te gaan.

## Bankbiljetten
Hieronder staat een overzicht van de (niet meer in circulatie zijnde) biljetten van de bolívar fuerte (BsF).
| Serie 2008 | Serie 2008 | Serie 2008  | Serie 2008 | Serie 2008                 | Serie 2008                              |
| Afbeelding | Afbeelding | Waarde      | Jaartal    | Voorzijde                  | Achterzijde                             |
| ---------- | ---------- | ----------- | ---------- | -------------------------- | --------------------------------------- |
|            |            | 2 bolivar   | 2008       | Francisco de Miranda       | Orinocodolfijn (Inia geoffrensis)       |
|            |            | 5 bolivar   | 2008       | Pedro Camejo               | Reuzengordeldier (Priodontes maximus)   |
|            |            | 10 bolivar  | 2008       | Cacique Guaicaipuro        | Harpij (Harpia harpyja)                 |
|            |            | 20 bolivar  | 2008       | Luisa Cáceres de Arismendi | Karetschildpad (Eretmochelys imbricata) |
|            |            | 50 bolivar  | 2008       | Simón Rodríguez            | Brilbeer (Tremarctos ornatos)           |
|            |            | 100 bolivar | 2008       | Simón Bolívar              | Kapoetsensijs (Carduelis cucullata)     |

In december 2016 maakte de regering bekend de bankbiljetten van 100 bolivar te gaan vervangen door muntgeld. De maatregel moet smokkelaars het moeilijker maken, aldus een verklaring van president Maduro. Venezolanen kregen tien dagen de tijd om de biljetten in te wisselen. Op de zwarte markt was het bankbiljet maar een paar dollarcent waard en uit cijfers van de centrale bank bleek dat er ruim zes miljard 100 bolivar-biljetten in omloop waren, bijna de helft van al het geld in het land. Nog geen week later werd de maatregel teruggedraaid na felle protesten en plunderingen. Vanwege de sterk oplopende inflatie kwamen er bovendien zes nieuwe bankbiljetten en drie nieuwe munten beschikbaar. De waardevolste munt: 20.000 bolivar of omgerekend, tegen de zwarte koers, minder dan vijf euro.